# 교총

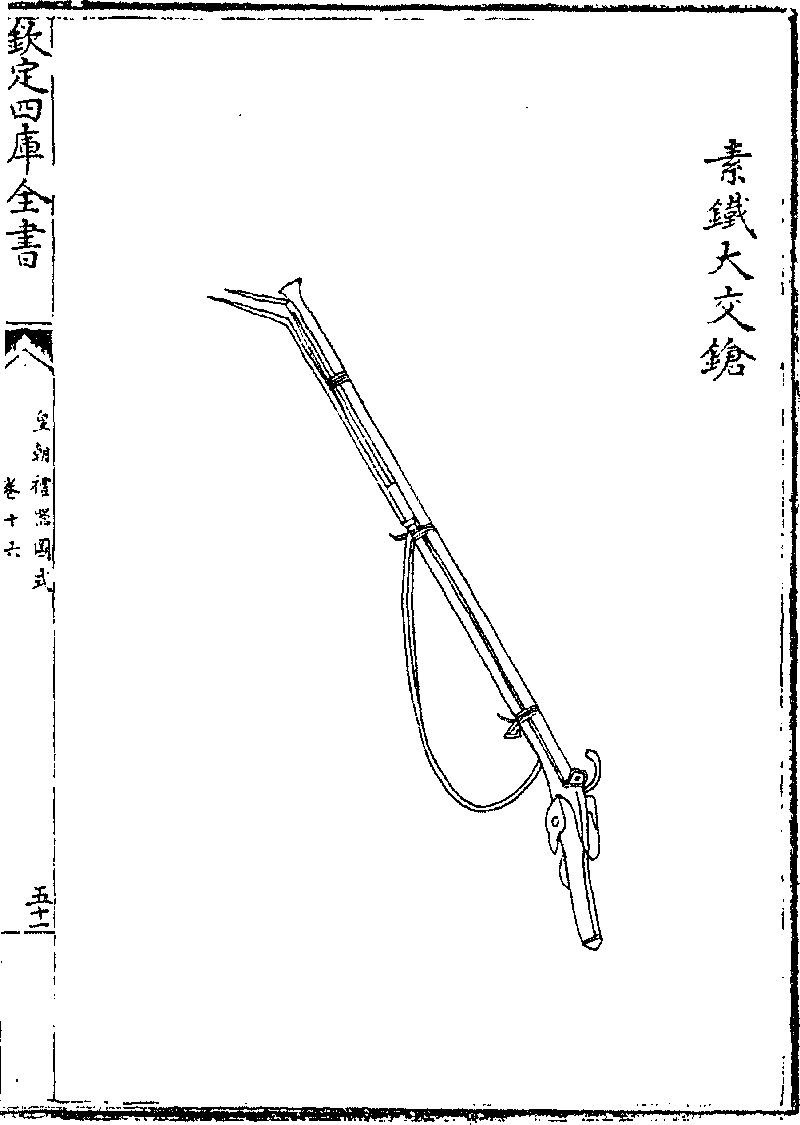
1739년 청나라의 『황조예무도식』에 그려진 교총.

교총(交銃)은 전근대 베트남에서 사용된 화승총의 일종이다. 교총이라는 말은 중국에서 베트남 북부를 일컬은 옛 지명인 “교주”에서 비롯되었다.

## 같이 보기
- 조총
- 종자도총